# Heliodoxa
Heliodoxa is een geslacht van vogels uit de familie kolibries (Trochilidae) en de geslachtengroep Heliantheini (briljantkolibries).

## Soorten
Het geslacht kent de volgende soorten:
- Heliodoxa aurescens  – Goulds juweelkolibrie
- Heliodoxa branickii  – Roodvleugelbriljantkolibrie
- Heliodoxa gularis  – Rozekeelbriljantkolibrie
- Heliodoxa imperatrix  – Keizerinbriljantkolibrie
- Heliodoxa jacula  – Groenkruinbriljantkolibrie
- Heliodoxa leadbeateri  – Violetborstbriljantkolibrie
- Heliodoxa rubinoides  – Bruinborstbriljantkolibrie
- Heliodoxa rubricauda  – Braziliaanse robijnkolibrie
- Heliodoxa schreibersii  – Zwartkeelbriljantkolibrie
- Heliodoxa xanthogonys  – Tepuibriljantkolibrie